# Елизабет фон Валдек
Вижте пояснителната страница за други личности с името Елизабет фон Валдек.
Елизабет фон Валдек (на немски: Elizabeth von Waldeck; * 10 декември 1525; † 30 март 1543 в дворец Валдек) е графиня от Валдек-Вилдунген и чрез женитба графиня на Изенбург-Бюдинген-Бирщайн.
Тя е най-възрастната дъщеря на граф Филип IV фон Валдек (1493 – 1574) и първата му съпруга Маргарета фон Източна Фризия (1500 – 1537), дъщеря на граф Едзард I фон Източна Фризия и на графиня Елизабет фон Ритберг.
Елизабет умира на 30 март 1543 г. на 17 години и е погребана във Валдек.

## Фамилия
Елизабет фон Валдек се омъжва 1542 г. за граф Райнхард фон Изенбург-Бюдинген-Бирщайн († 1568), най-възрастният син на граф Йохан V фон Изенбург-Бюдинген-Бирщайн (1476 – 1533) и съпругата му графиня Анна фон Шварцбург-Бланкенбург (1497 – 1546). Те имат една дъщеря:
- Маргарета фон Изенбург-Бирщайн (1542 – 1613), омъжена I. на 6 септември 1564 г. за граф Балтазар фон Насау-Висбаден-Идщайн (1520 – 1568), II. на 24 май 1570 г. в Бюдинген за граф Георг I фон Лайнинген-Вестербург (1533 – 1586)